# Tuman Bay

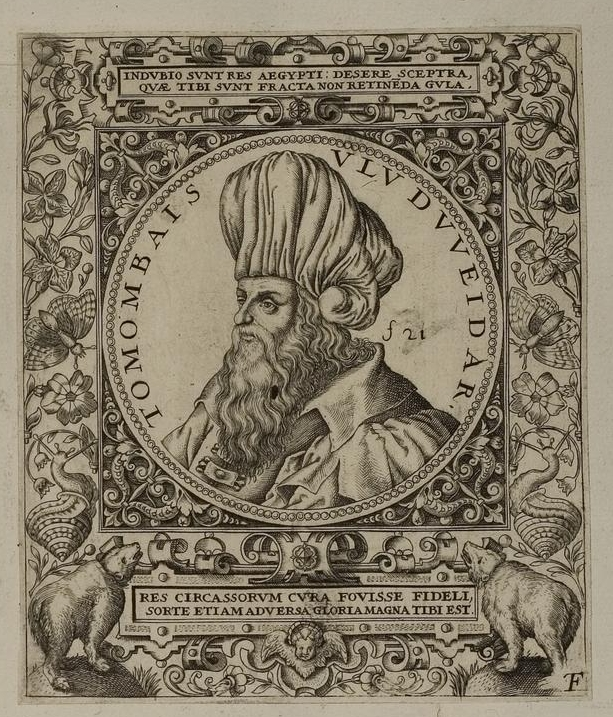
„Tomombai“, Kupferstich um 1596

Tuman Bay († 14. April 1517) war von 1516 bis 1517 der letzte mamlukische Sultan in Ägypten.
Tuman Bay war von Sultan al-Ghuri (1501–1517) zum Vizekönig in Ägypten ernannt und musste deshalb während des Feldzugs von al-Ghuri in Kairo bleiben. Nach der Niederlage der Mamluken bei der Schlacht von Mardsch Dabiq vor Aleppo 1516 gegen die Osmanen wurde er noch im Oktober zum Sultan ausgerufen. Die Mamlukenemire, die al-Ghuri die Unterstützung verweigert hatten, befürworteten nun eine Fortsetzung des Krieges und lehnten alle Verhandlungen ab, obwohl der osmanische Sultan Selim I. Frieden gegen die Anerkennung der osmanischen Oberhoheit anbot.
So rückte die osmanische Armee nach der Besetzung Syriens im Januar 1517 in Ägypten ein und besiegten die Mamluken am 23. Januar in der Schlacht von Raydaniyya vor Kairo. Die Stadt wurde danach in heftigen Straßenkämpfen von den Osmanen erobert. Nach einer weiteren Niederlage bei Gizeh geriet Tuman Bay in osmanische Gefangenschaft und wurde am 14. April 1517 hingerichtet. Dies bedeutete das Ende des Mamlukenreiches, auch wenn der Einfluss der Mamluken in Ägypten noch bis zum Anfang des 19. Jahrhunderts andauerte.